# Largus semipunctatus
Largus semipunctatus är en insektsart som beskrevs av Halstead 1970. Largus semipunctatus ingår i släktet Largus och familjen Largidae. Inga underarter finns listade i Catalogue of Life.